# マジック・アイランド (ハワイ)
マジック・アイランド（英語: Magic Island）はハワイ州ホノルルにある人工の半島で、アラモアナ・ビーチパークやアラワイ・ヨットハーバーに隣接している。元々この場所は複合リゾートのための場所として1964年に造成されたが、その後公園に変更された。その後、この半島の名前は「アイナ・モアナ」（Aina Moana）と変更されたが、新しい名前が使われることはまれである。
マジック・アイランドの公園はピクニックやフリスビー、会合、祭りや演劇のために集まるスポットとして有名である。ホームレス状態の人々がこの場所を不法占拠することがあるため、最近キャンプによる宿泊が禁止された。
アラモアナ・センターでは毎年マジックアイランド上空を使って独立記念日の花火ショーが行われており、多くの観客が周辺の公園に集まる。ショーに合わせて、多くの地元のバンドによる独立記念日のコンサートのためにアラモアナ・センターは駐車場の一部を閉鎖する。
この半島の時間は日の出から日の入りまでである。